# 井吹台
井吹台（いぶきだい）は、兵庫県神戸市西区にある西神ニュータウンの一部である。通称「西神南ニュータウン」。

## 概要

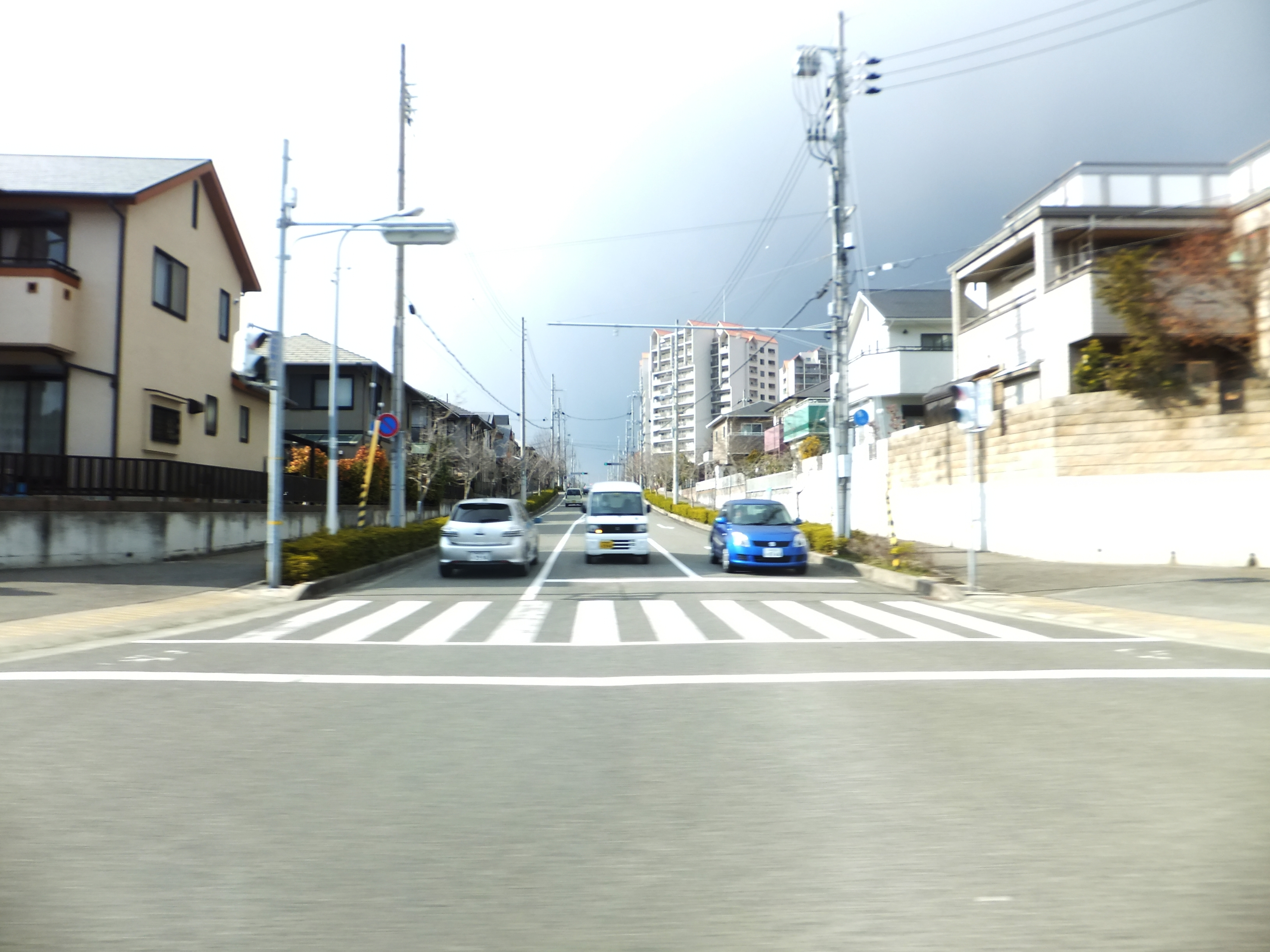
井吹台西町の街並み

櫨谷川と伊川に挟まれた丘陵地帯に位置し、1993年に街開きをした。

## 商業施設
- コープこうべ
- マルアイ
- カインズホーム
- マックスバリュ

## 教育
地域内に大学・高校は存在しない。

### 中学校
- 神戸市立井吹台中学校

### 小学校
- 神戸市立井吹東小学校
- 神戸市立井吹西小学校
- 神戸市立井吹の丘小学校

### 幼稚園
- 西神戸YMCA幼稚園（私立）
- いぶき幼稚園（私立）

### 保育園
- つぐみ保育園（私立）

### 児童館
- 井吹東地域福祉センター
- 井吹西地域福祉センター

## 交通

### 鉄道
- 神戸市営地下鉄西神・山手線
  - 西神南駅

### バス
- 神戸市営バス（ニュータウン内）
- 神姫バス（赤羽、高津橋～明石駅）

### 道路
- 国道2号神戸西バイパス（E94 第二神明道路北線）